# كل طفل مهم - إصلاحات تعليمية
في محاولة لإنعاش التعليم العام في ولايتها، قامت حكومة ولاية كوارا بزعامة الحاكم بوكولا ساراكي بتقديم حزمة إصلاحات شاملة في قطاع التعليم. وقد تم حصر العوامل المتنوعة لهذه الإصلاحات في الكلمات الرئيسية الثلاث: كل طفل مهم. وتُسمى هذه الإصلاحات أيضًا ميثاق تعليم ولاية كوارا، وتم تصميمها لوضع «الأطفال في قلب العملية التعليمية» في الولاية.

## معلومات تاريخية

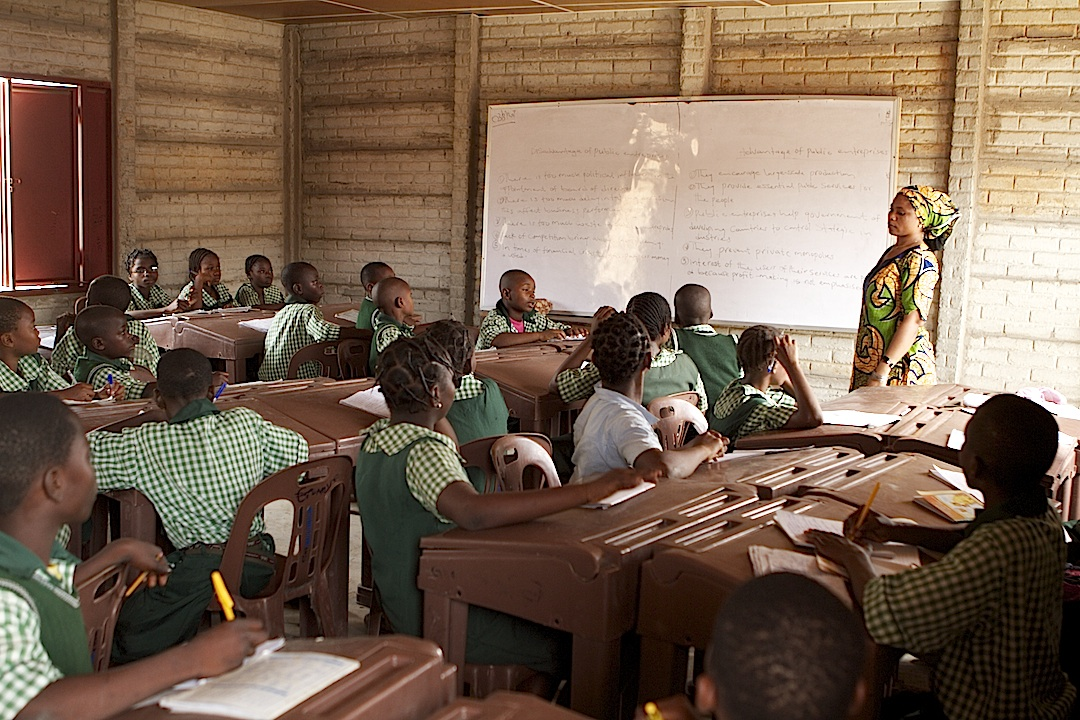
تلاميذ في مدرسة ابتدائية عامة في ولاية كوارة

قبل إدخال الإصلاحات، كان التعليم العام في حالة يُرثى لها في ولاية كوارا، كما هو الحال في العديد من الولايات النيجيرية. وكانت جودة التدريس في المدارس العامة منخفضة جدًا. وكانت عملية الالتحاق بالمدارس العامة متضائلة جدًا، حيث إن الآباء (بما فيهم الفقراء جدًا) كانوا يأخذون أبناءهم إلى المدارس العامة عندما لا يمكنهم تحمل مصاريف المدارس الخاصة فقط. وبداية من عام 2007 بذلت حكومة ولاية كوارا جهودًا واعية لتغيير هذا الاتجاه.
ومن خلال الدعم السياسي القوي من حاكم الولاية ومفوضية ولاية كوارا للتعليم والعلوم والتكنولوجيا، قام السيد بولاجي عبد الله (Bolaji Abdullahi) ببعض التدخلات التي من شأنها أن تعيد تشكيل وضع التعليم في الولاية. ولتحفيز التعليم في المدارس العامة وتتبعه، قررت حكومة الولاية أنه ينبغي وضع معيار لقياس تقدم الأطفال في المدارس العامة. كذلك أدركت الولاية أنه لزيادة مشاركة الآباء وأولياء أمور تلاميذ المدرسة وإسهامهم، فإن هناك حاجة إلى آليات للمساءلة لمساعدتهم على مراقبة تقدم أطفالهم.
ولتحديد قدرة المُعلمين على نقل المعرفة إلى تلاميذهم، يُقام اختبار بالاعتماد على منهج من الدرجة الرابعة لمُعلمي المدارس الابتدائية المتمتعين بقوة سياسية في المدارس العامة بولاية كوارة. وقد فشل أغلبية المُعلمين في هذا الاختبار. ونتيجة لذلك، عُقد تدريب شامل لجميع المُعلمين، وتم وضع أدلة تدريس لإرشاد المُعلمين. بعد اكتشاف أن أغلب التلاميذ لديهم نقص في المهارات الأساسية للقراءة والكتابة والحساب، قررت أيضًا حكومة الولاية تقليل عدد المواد التي تُدرس للطُلاب لضمان وضع المزيد من التركيز على قدرة التلاميذ على القراءة والكتابة، فضلاً عن إجراء المسائل الحسابية الأساسية. وتم إنشاء معايير لتقييم المنهج الجديد الذي يركز على مهارات القراءة والكتابة والحساب. وتم توزيع هذه المعايير على المُعلمين وأولياء الأمور.

## ركائز الإصلاح الأربع
يستهدف إصلاح تعليم من خلال مبدأ «كل طفل مهم» في ولاية كوارا توفير تعليم بجودة عالية في المدارس العامة بالولاية. كما هو منصوص من جانب حكومة الولاية، يدور الإصلاح حول الإجابة على الأسئلة التالية:
- عندما يدخل الأطفال المدارس، ما الذي تتوقعون منهم أن يفعلوه؟
- ما مدى جودة تعلم الأطفال في المدارس؟
- كيف يمكننا ضمان تعليم الأطفال بشكل فعال في مدارسنا؟[1]

بالاعتماد على استعراض الوضع على أرض الواقع وللتأكد من أن التعليم اللائق يجري في مدارسها العامة، تبني حكومة الولاية الإصلاح بالاعتماد على أربعة محاور. المحاور هي:
1.تحسين جودة التعليم
يعمل هذا المحور على ضمان التقييم بانتظام وبمنهجية للمُعلمين مع إمدادهم بدورات التطوير المهني لتحسين مهاراتهم. كما تم تصميمه لضمان بقاء المنهج ملائمًا ومُصممًا دائمًا لتلبية احتياجات الأطفال المحليين.
2.تطوير عملية التفتيش
يعد وضع معايير عالية للتعليم والحفاظ عليها هو أساس مبدأ «كل طفل مهم». وسيتم وضع مجموعة واضحة من معايير ضمان الجودة لكل مدرسة، سواء المدارس العامة والخاصة. وسيتم دعم المدارس لتطوير نظم لتقييم جودتها، فضلاً عن تقييم احتياجاتها.
3.تطوير كلية التعليم
تحسين قدرة كليات التعليم لتقديم مُعلمين بالجودة المناسبة المطلوبة. تحديث مناهج الكليات بما يتماشى مع المطالب الحالية للتعليم في المدارس الابتدائية.
4.إنشاء المؤسسات
تنفيذ سلسلة من أنشطة بناء القدرات في وزارة التربية والعلوم والتكنولوجيا والتعليم الجامعي الأساسي في الولاية ومفوضية خدمات التعليم. تعزيز نظام إدارة المعلومات التربوية (EMIS) بالولاية لتمكين الولاية من جمع البيانات واسترجاعها ونشرها وتوظيفها في مجال التعليم في الولاية.

## التأثير
يضع مبدأ «كل طفل مهم» في أولوياته الاحتياجات التعليمية للأطفال. ويركز بحد أدنى على قدرة الأطفال على القراءة والكتابة والقدرة على القيام بالعمليات الحسابية الأساسية. وتضمن عملية إعادة تدريب المُعلمين وتقديم أدلة التدريس لجميع المُعلمين قدرتهم على تحمل المسؤولية في الفصول الدراسية وتقديم تعليم بجودة عالية للأطفال. كما يسمح إدخال المعيار التفصيلي بإشراك والدي الأطفال في عملية التعلم والاطلاع على تقدم أبنائهم. أُقرت الخطوة الجريئة التي اتخذتها ولاية كوارا لتجديد حيوية التعليم العام كنموذج لأفضل الممارسات من قبل السلطات الاتحادية ومجتمع المانحين في نيجيريا.

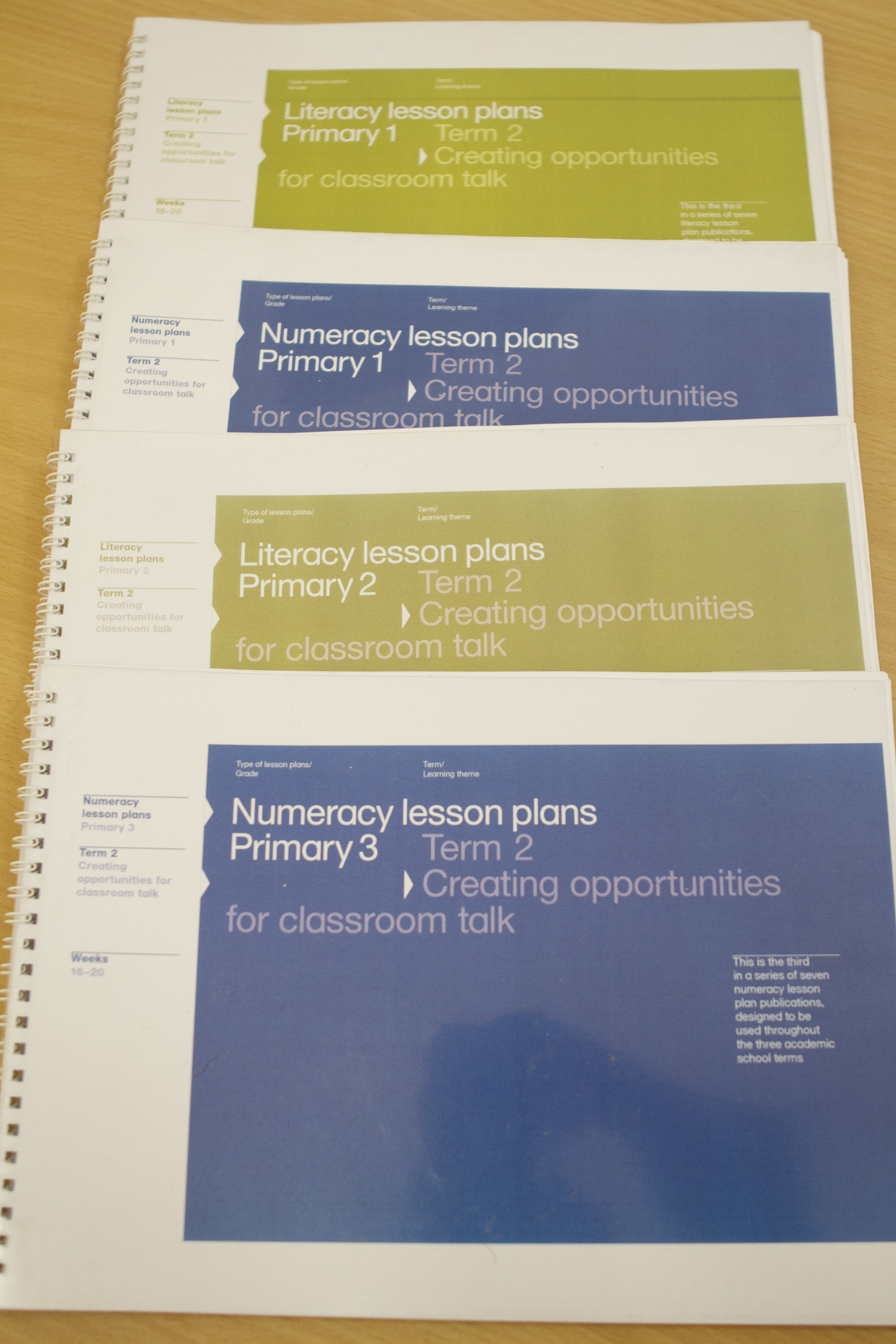
أدلة الدروس للمُعلمين

معايير نتائج التعلم للمدارس الابتدائية لولاية كوارا (الابتدائي 1)
| القراءة والكتابة | مهارة الحساب |
| --- | --- |
| يجب أن يكون التلاميذ قادرين على القراءة والتعرف على الحروف الهجائية سواء أكانت الحروف الإنجليزية الكبيرة أو الصغيرة ومطابقتها بأمثلة كحرف A لكلمة Apple وحرف B لكلمة Ball | يجب أن يكون التلاميذ قادرين على عد الأرقام من 0 إلى 100 وجمع وطرح الأعداد بما لا يزيد عن 18 وقياس طول أشياء/مواد معينة وسعتها والتعرف على ثلاثة أشكال هندسية مثل أشباه المكعبات والمكعبات والأسطوانة، وما إلى ذلك وتسميتها. |